# Zimnicea
Zimnicea é uma cidade da Romênia com 12.954 habitantes no censo de 2011, sendo localizada no judeţ (distrito) de Teleorman.
A cidade sofreu um declínio populacional e industrial após o fim da época comunista na Romênia. 